# سوبوتکووتسی
سوبوتکووتسی (به بلغاری: Subotkovtsi) یک منطقهٔ مسکونی در بلغارستان است که در شهرستان گابروو واقع شده‌است.